# Primula fimbriata
Primula fimbriata är en viveväxtart som beskrevs av Nathaniel Wallich och Jean Étienne Duby. Primula fimbriata ingår i släktet vivor, och familjen viveväxter. Inga underarter finns listade i Catalogue of Life.